# 康科迪亚 (阿根廷)
31°24′S 58°2′W / 31.400°S 58.033°W

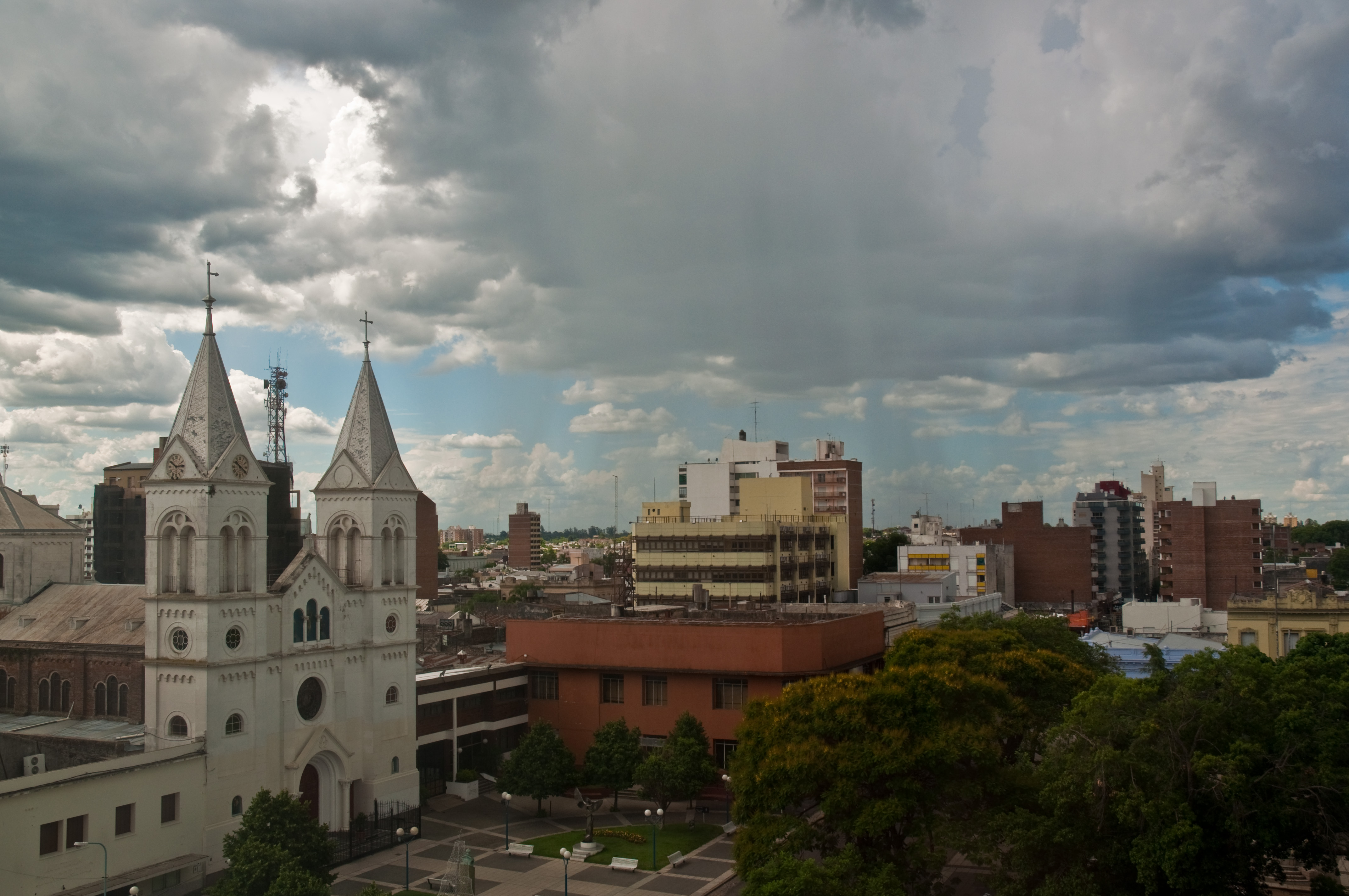
康科迪亞

康科迪亚是位于阿根廷恩特雷里奥斯省乌拉圭河畔的一座城市，邻近乌拉圭边境，人口141,971（2001年）。